# Тубария отрубистая
Туба́рия отруби́стая (лат. Tubaria furfuracea) — вид грибов, входящий в род Тубария (Tubaria) семейства Волоконницевые (Inocybaceae). Один из первых пластинчатых грибов весны и последних грибов поздней осени.

## Описание
Плодовые тела шляпко-ножечные, правильные. Шляпка 1—4(5) см в диаметре, гигрофанная, выпуклая, затем раскрывающаяся до почти плоской, иногда даже до вдавленной, с подвёрнутым, затем отогнутым просвечивающим краем, у молодых грибов покрытым беловатыми остатками покрывала. Поверхность при подсыхании мелкочешуйчатая, окраска красно-коричневая, при высыхании буроватая или розовато-бежевая. Мякоть без особого вкуса и запаха, жёлтовато-бурая, водянистая.
Гименофор пластинчатый, приросший к ножке или немного нисходящий на неё. Пластинки широкие, сравнительно редкие, жёлтоватого, затем желтовато-бурого и ржаво-коричневого цвета. Споровый отпечаток охристо-коричневого цвета.
Ножка (1)2—5 см длиной и 0,2—0,4 см толщиной, ровная, у молодых грибов с беловатыми остатками покрывала, впоследствии иногда остающимися в виде кольца, у старых грибов полая, нередко продольно растрескивающаяся. Нижняя часть ножки часто с белым опушением. Окраска поверхности бледно-коричневая, того же оттенка, что и шляпка.
Споры гладкие, тонкостенные, эллиптической формы, 7—9×4,5—6 мкм. Хейлоцистиды неокрашенные, тонкостенные, булавовидной формы.
Токсические свойства тубарии не изучены. Чаще всего указывается как несъедобный гриб.

### Сходные виды
Тубария отрубистая входит в комплекс видов с очень размытыми границами, нередко принимаемыми в качестве синонимов. Tubaria praestans — достаточно крупный вид со шляпкой до 7 см в диаметре и ножкой до 7 см длиной, споры 7—7,5×5—6 мкм. Tubaria hololeuca отличается спорами 5,5—6,5×4,5—5 мкм. Tubaria romagnesiana и Tubaria hiemalis отличаются ещё менее точно.

## Экология
Тубария отрубистая — широко распространённый сапротроф, произрастающий на древесных остатках. Появляется обычно группами. Обычна в течение всего сезона, в регионах с мягкими зимами спороношение наблюдается и зимой.

## Таксономия
Тубария отрубистая была впервые описана Якобом Кристианом Шеффером в 1774 году в сборном роде пластинчатых грибов под названием Agaricus pulverulentus. В 1801 году переименована К. Х. Персоном в Agaricus furfuraceus. Именно это название было принято Э. М. Фрисом в 1821 году в Systema mycologicum. В 1876 году выделена Клодом-Казимиром Жилле в отдельный род Tubaria.

### Синонимы
- Agaricus crenulatus Batsch, 1783, nom. superfl.
- Agaricus furfuraceus Pers., 1801 : Fr., 1821basionym
- Agaricus furfuraceus var. heterostichus Fr., 1818
- Agaricus furfuraceus var. sobrius Fr., 1818
- Agaricus furfuraceus var. viscosus Lasch, 1828
- Agaricus heterostichus (Fr.) Fr., 1821
- Agaricus pulverulentus Schaeff., 1774
- Agaricus sobrius (Fr.) Fr., 1874
- Hylophila pellucida var. furfuracea (Pers.) Quél., 1886
- Hylophila sobria (Fr.) Quél., 1886
- Naucoria furfuracea (Pers.) P.Kumm., 1871
- Naucoria sobria (Fr.) P.Kumm., 1871
- Psilocybe heterosticha (Fr.) Singer, 1969
- Tubaria anthracophila P.Karst., 1881
- Tubaria crenulata (Batsch) Murrill, 1917, nom. superfl.
- Tubaria furfuracea subsp. heterosticha (Fr.) Sacc., 1889
- Tubaria furfuracea var. anthracophila (P.Karst.) Singer, 1969
- Tubaria furfuracea var. crenulata (Batsch) Elisei, 1938
- Tubaria furfuracea var. hiemalis (Romagn. ex Bon) Volders, 2002
- Tubaria furfuracea var. novembris Singer, 1969
- Tubaria heterosticha (Fr.) Sacc., 1887
- Tubaria hiemalis Romagn. ex Bon, 1973 — Тубария зимующая
- Tubaria hiemalis var. major Bon & Trimbach, 1973
- Tubaria major (Bon & Trimbach) P.Roux & P.A.Moreau, 2008
- Tubaria romagnesiana Arnolds, 1982